# Feminicidio de Lesvy Berlín
El feminicidio de Lesvy Berlín refiere al asesinato de la estudiante mexicana Lesvy Berlín Osorio, ocurrido el 3 de mayo de 2017 y perpetrado por Jorge Luis González Hernández en el campus de la Universidad Nacional Autónoma de México (UNAM), en la Ciudad de México.

## Lesvy Berlín
Lesvy Berlín nació el 7 de enero de 1995, hija de Araceli Osorio y de Lesvy Rivera. Fue parte de la comunidad universitaria desde muy temprana edad. Estudió la primaria en la escuela para hijas e hijos de trabajadores de la Universidad, y después ingresó a Iniciación Universitaria, donde estudió la secundaria. El bachillerato lo realizó en el Colegio de Ciencias y Humanidades (UNAM), donde se integró a la estudiantina femenil de la universidad.

## Investigación
El caso generó varias hipótesis, homicidio por parte de su entonces novio, el suicidio o la de ser víctima de un grupo terrorista. Durante la investigación se accedió a una cámara de seguridad que captó los últimos momentos de Lesvy Berlín con vida en la madrugada del crimen y cerca de donde fue encontrado el cuerpo. Las imágenes muestran cómo la víctima y su novio Jorge Luis González Hernández discuten acaloradamente y en un momento de la discusión este último la golpea. La autopsia determinó que la estudiante falleció por estrangulamiento provocado por un cable de una cabina telefónica.
El 11 de octubre de 2019 Jorge Luis González Hernández fue declarado culpable del feminicidio de Lesvy Berlín Rivera Osorio. El Ministerio Público pidió condenarlo a 60 años de prisión por el delito de feminicidio agravado. El 18 de octubre fue emitida la condena a 45 años de prisión, la cual fue apelada por la familia de Lesvy, junto con el Ministerio Público de la Subprocuraduría de Procesos. La apelación consiguió que la condena se incrementara a 52 años y seis meses.

## Demandas de justicia
Desde que acontecieron los hechos que privaron de la vida a Lesvy, el CDHVitoria, en conjunto con otras organizaciones comprometidas con la defensa de los derechos humanos, han dado acompañamiento a sus familiares. Durante el seguimiento al caso en todas las etapas procesales hasta ahora recorridas, colectivos feministas, de mujeres universitarias, periodistas y principalmente mujeres defensoras de derechos humanos han señalado y denunciado diversas omisiones e irregularidades que, por parte de las autoridades de la Ciudad de México, se han presentado a lo largo de la investigación; desde 2018 se sabe, de acuerdo a la Recomendación 01/2018 de la Comisión de Derechos Humanos del Distrito Federal, que se han obstruido considerablemente los trabajos encaminados a esclarecer los hechos sobre el feminicidio de Lesvy. 
El 10 de abril de 2018, a casi un año del suceso, un juez determinó que González Hernández fuera acusado por el delito de feminicidio agravado. A mediados del 2019, y previo a la apertura del juicio oral, la defensa del acusado presentó un recurso para que la muerte de Lesvy Berlín fuese tratado como homicidio. La solicitud fue rechazada por el tribunal, sumándose a los diferentes tribunales que han insistido en que el caso sea juzgado como feminicidio.

## Consecuencias
El caso en su momento despertó una serie de manifestaciones públicas y protestas en redes sociales debido al modo en que se estaba llevando la investigación del caso. En un principio la fiscalía local señaló la muerte como la de un suicidio frente a su novio, a pesar de las evidencias  de violencia previa a su muerte. Además, parte de la opinión pública así como organizaciones de la sociedad civil acusaron de revictimizar a la estudiante por parte de las autoridades judiciales. La presión social y la insistencia de la familia de Lesvy por esclarecer de forma diligente el caso impulsa avances en la investigación que desarman la tesis del suicidio de Lesvy Berlín. Meses después se analizan posibles errores llevados durante la investigación y con sus conclusiones las propias autoridades judiciales admiten deficiencias en sus protocolos de investigación. La muerte de Lesvy Berlín, junto con el de otras mujeres, ha dado motivos al movimiento feminista en México para reclamar que las autoridades se impliquen en el fin de los feminicidios y que aprueben otras de sus reivindicaciones, tanto en el entorno de la UNAM como fuera del campus universitario.
A dos años del feminicidio, el 2 de mayo la titular de la Procuraduría General de Justicia de la Ciudad de México (PGJDF), Ernestina Godoy, ofreció una disculpa pública a la familia de Lesvy Berlín por las violaciones al debido proceso, acceso a la justicia y la verdad en el caso que cometió el gobierno de la Ciudad de México durante el mandato de Miguel Ángel Mancera. El 22 de mayo de 2019 Felipe Edmundo Takajashi Medina, director del Instituto de Ciencias Forenses, se disculpó por el trato que recibió la familia Berlín cuando se realizó la necropsia.